# Hrabstwo Douglas (Missouri)
Hrabstwo Douglas (ang. Douglas County) – hrabstwo w stanie Missouri w Stanach Zjednoczonych. Obszar całkowity hrabstwa obejmuje powierzchnię 764,59 mil2 (2 109,81 km²). Według danych z 2010 r. hrabstwo miało 13 684 mieszkańców. Hrabstwo powstało 29 października 1851 roku i nosi imię Stephena Douglasa - senatora Stanów Zjednoczonych w latach 1847-1861.

## Sąsiednie hrabstwa
- Hrabstwo Webster (północny zachód)
- Hrabstwo Wright (północ)
- Hrabstwo Texas (północny wschód)
- Hrabstwo Howell (wschód)
- Hrabstwo Ozark (południe)
- Hrabstwo Taney (południowy zachód)
- Hrabstwo Christian (zachód)

## Miasta
- Ava